# Kamiyachō (metropolitana di Tokyo)
La Stazione di Kamiyachō (神谷町駅?, Kamiyachō-eki) è una stazione della Metropolitana di Tokyo, si trova a Minato. La stazione è servita dalla linea Hibiya della Tokyo Metro.

## Struttura
La stazione è costituita da due marciapiedi laterali con due binari centrali.
| 1 | Linea Hibiya | per Roppongi, Ebisu, Naka-Meguro e, via linea Tōkyū Tōyoko Hiyoshi e Kikuna |
| 2 | Linea Hibiya | per Ginza, Ueno, Kita-Senju e, via linea Tōbu Isesaki, Tōbu Dōbutsu Kōen    |

## Stazioni adiacenti
| «            | Servizio     | »               |
| Linea Hibiya | Linea Hibiya | Linea Hibiya    |
| ------------ | ------------ | --------------- |
| Roppongi     | -            | Toranomon Hills |